# Sistema de Artillería Archer
El Sistema de Artillería Archer, o Archer - FH77BW L52, o Artillerisystem 08 es un obús autopropulsado de última generación desarrollado por Suecia y Noruega. El corazón del sistema es un obús completamente automático de 155 mm / L52 y una estación de arma controlada a control remoto M151 Protector montada en un chasis modificado de 6 × 6 del Volvo A30D, remolque articulado todo terreno. La tripulación y el compartimiento del motor están blindados y la cabina está equipada con ventanas resistentes a la fragmentación y balas. Aparte de esto, el sistema consiste en un vehículo de reabastecimiento de municiones, un vehículo de apoyo, BONUS y el proyectil guiado M982 Excalibur. El costo unitario es de aproximadamente $ 4,500,000.

## Desarrollo

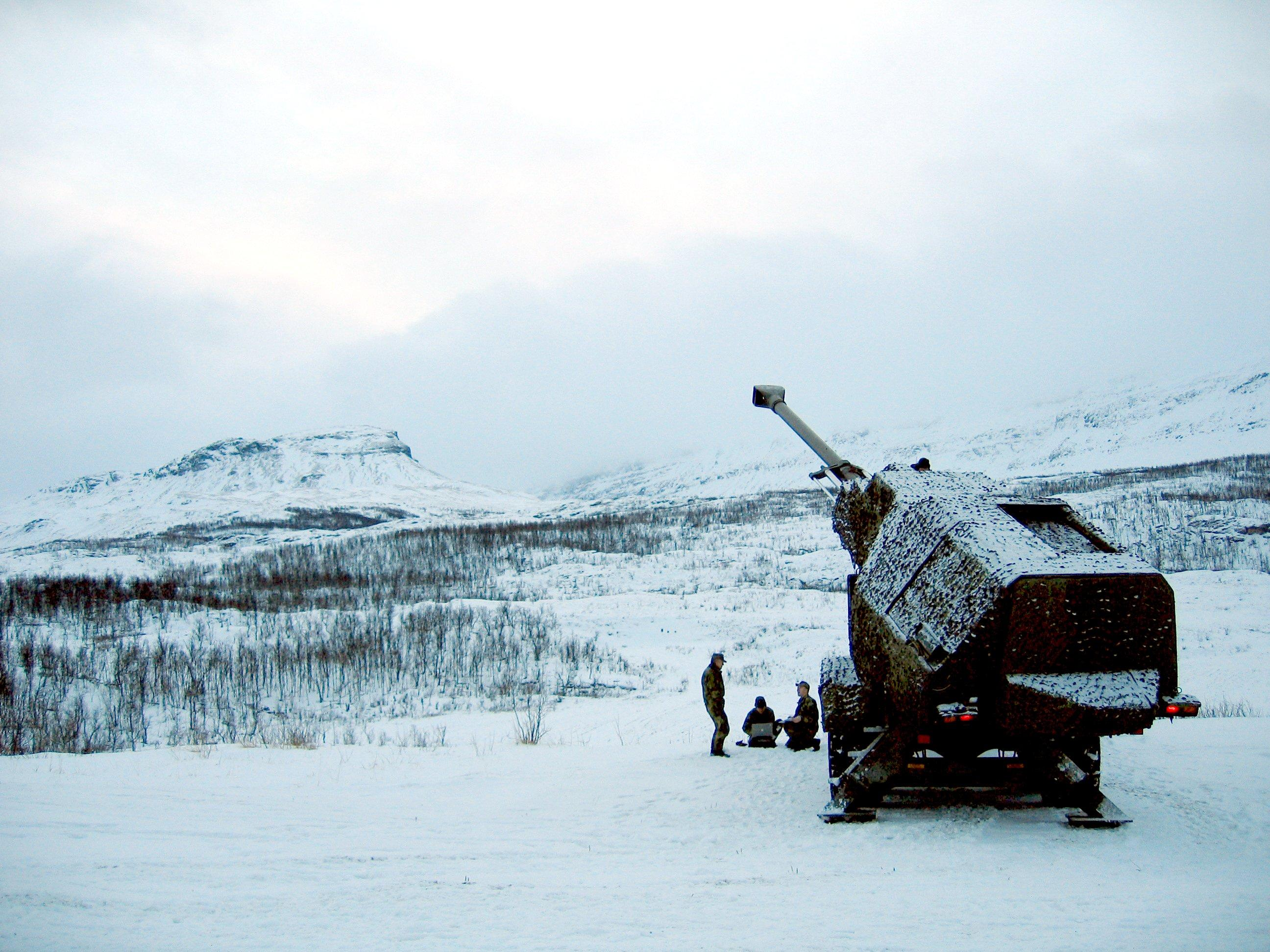
Sistema de Artillería Archer

En noviembre de 2008, Suecia y Noruega firmaron un acuerdo de cooperación para el desarrollo del sistema Archer y, en enero de 2009, otorgaron a BAE Systems un contrato para completar el desarrollo del sistema de artillería con la excepción del sistema de armas remotas fabricado por Kongsberg Defence & Aerospace. Está previsto que el prototipo final esté terminado en septiembre de 2009, y se espera que esté seguido por un contrato para 48 sistemas: 24 para Suecia y 24 para Noruega. Archer estaba previsto que entrara en servicio en 2011, pero se retrasó hasta octubre de 2013. Esto debido a problemas técnicos imprevistos. 
El ejército sueco recibió sus primeros cuatro sistemas pre-serie de producción FH-77 BW L52 Archer el 23 de septiembre de 2013, y las primeras armas finalmente entraron en servicio el 1 de febrero de 2016.

## Munición

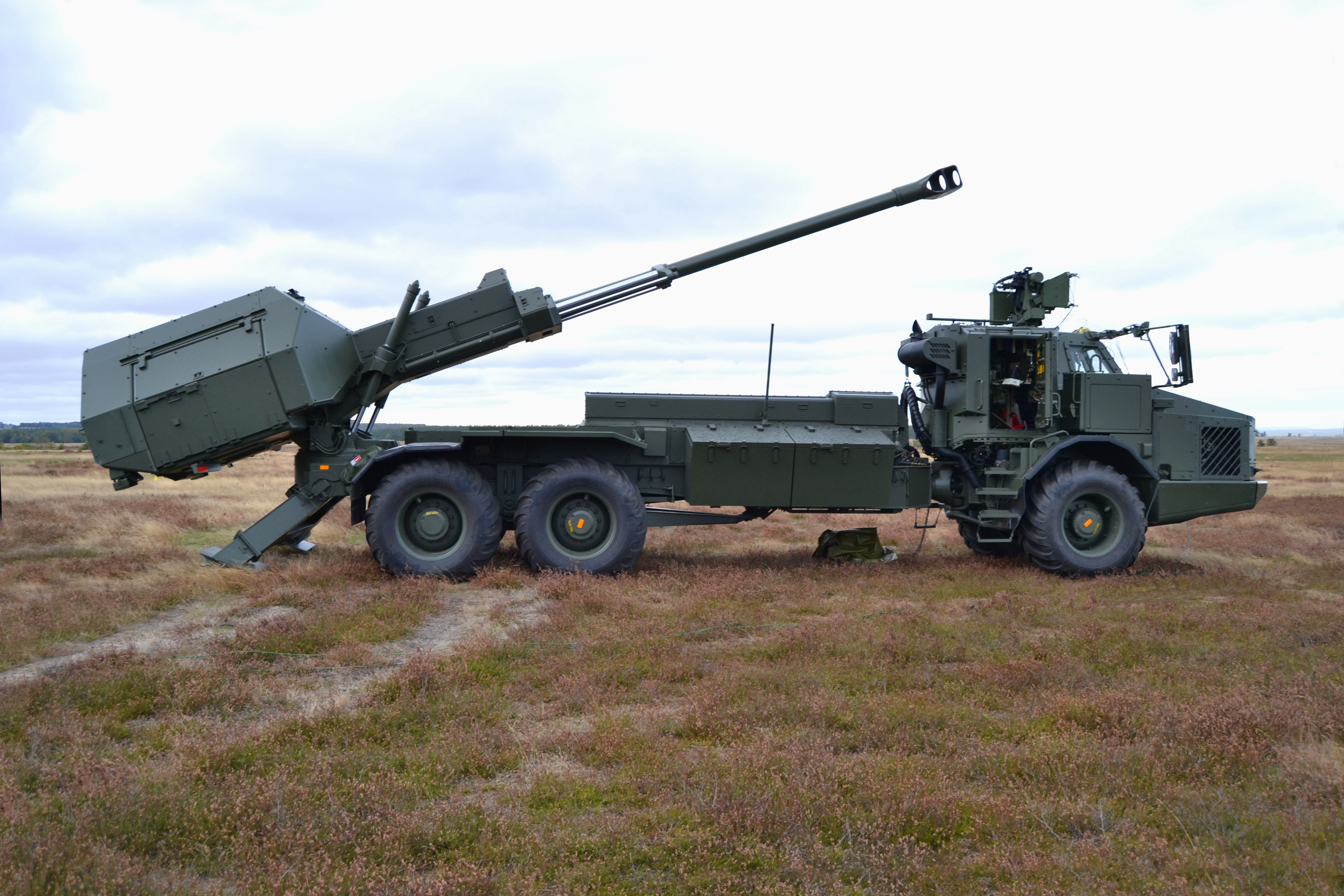
Sistema de Artillería Archer

El vehículo lleva 21 proyectiles de 155 mm en el cargador totalmente automático. Recargar el cargador del transportador de municiones que la acompaña toma alrededor de 10 minutos usando el dispositivo de elevación especialmente diseñado. El obús puede usar cargas propelentes modulares de la OTAN o Bofors Uniflex 2. El sistema de carga modular Uniflex 2IM consta de dos tamaños de cajas de carga combustibles; una caja de tamaño completo y una de la mitad de tamaño, ambas llenas con el mismo tipo de propelente de guanylurea dinitramida (fr) (GuDN) insensible. El sistema de carga modular permite varios incrementos de carga disponibles e incrementa la capacidad de impactos simultáneos de múltiples rondas del sistema de cañones (MRSI) y una buena superposición de rangos entre los incrementos. Con las municiones BAE Bofors / Nexter Bonus, el alcance es de 35 km. El alcance del obús se extiende a 60 km con la munición de precisión Raytheon Missiles & Defense, BAE Systems AB (BAE Systems Bofors) M982 Excalibur. El escudo de Excalibur se corrige en vuelo hacia una trayectoria preprogramada mediante un sistema de guía GPS. Contra vehículos blindados, se utiliza el proyectil de racimo de artillería Bofors 155 Bonus.